# 大二十面化截半二十面體
大二十面化截半二十面體（great icosified icosidodecahedron）又稱為大二十面截半二十面體（Great icosicosidodecahedron）是一種星形均勻多面體，由20個正三角形、12個正五邊形和20個正六邊形組成，索引為U48，對偶多面體為大二十角星化六十面體，具有二十面體群對稱性，可以視為截角十二面体的刻面多面體，也可以視為是大雙三角十二面截半二十面體的邊刻面（edge-faceting）立體。
大二十面化截半二十面體與大雙三角十二面截半二十面體相關，差別在於，在大二十面化截半二十面體中沒有十角星，但兩者所有的邊皆是相同的，在大雙三角十二面截半二十面體為十角星的位置是大二十面化截半二十面體的凹陷處:137。

## 性質
大二十面化截半二十面體共由52個面、120條邊和60個頂點組成。在其52個面中，有20個正三角形面、12個正五邊形面和20個正六邊形面。在其60個頂點中，每個頂點都是2個正六邊形面、1個正三角形面和1個正五邊形面的公共頂點，並且這些面在構成頂角的多面角時，以正五邊形、六邊形面、反向相接的正三角形和六邊形面的順序排列，在頂點圖中可以用(5.6.3/2.6)或(6.3/2.6.5)或5,6,3/2,6來表示。若將大二十面化截半二十面體作為一個簡單多面體，也就是將自相交的部分分離開來，則這個立體會有1232個外部面。

### 表示法
大二十面化截半二十面體在考克斯特—迪肯符号中可以表示為、（o5/3x3x5*a）或（x5/4o3x3*a），在威佐夫記號中可以表示為3/2 5 | 3。

### 尺寸
若大二十面化截半二十面體的邊長為單位長，則其外接球半徑為：
{\displaystyle R={\frac {\sqrt {34-6{\sqrt {5}}}}{4}}\approx 1.134228596}
邊長為單位長的大二十面化截半二十面體，中分球半徑為：
{\displaystyle R_{M}={\frac {\sqrt {6\left(5-{\sqrt {5}}\right)}}{4}}\approx 1.0180739209}

### 二面角
大二十面化截半二十面體有兩種二面角，分別為六邊形面和五邊形面的二面角以及六邊形面和三角形面的二面角。
其中，六邊形面和五邊形面的二面角角度約為79.18768度：
{\displaystyle \angle }六邊形{\displaystyle ,}五邊形{\displaystyle \,=\arccos \left({\frac {\sqrt {15\left(5-2{\sqrt {5}}\right)}}{15}}\right)\approx 1.382085796\approx 79.187683036^{\circ }}
而六邊形面和三角形面的二面角為5平方根的三分之一之反餘弦值，角度約為41.81度：
{\displaystyle \angle }六邊形{\displaystyle ,}三角形{\displaystyle \,=\arccos \left({\frac {\sqrt {5}}{3}}\right)\approx 0.7297276562\approx 41.810315^{\circ }}

### 分類
大二十面化截半二十面體的頂點圖為交叉梯形且具備點可遞的特性，同時，其存在自相交的面，因此大二十面化截半二十面體是一種自相交擬擬正多面體（Self-Intersecting Quasi-Quasi-Regular Polyhedra）。自相交擬擬正多面體一共有12種，除了小雙三角十二面截半二十面體外，其餘由阿爾伯特·巴杜羅（Albert Badoureau）於1881年發現並描述。
| 小立方立方八面體       | 大立方截半立方體           | 非凸大斜方截半立方體       | 小十二面截半二十面體   |
| 大十二面截半二十面體   | 小雙三角十二面截半二十面體 | 大雙三角十二面截半二十面體 | 二十面化截半大十二面體 |
| 小二十面化截半二十面體 | 大二十面化截半二十面體     | 斜方截半大十二面體         | 非凸大斜方截半二十面體 |

## 相關多面體
大二十面化截半二十面體與截角十二面体共用相同的頂點布局同時其亦與大雙三角十二面截半二十面體和大十二面二十面體共用相同的邊佈局。
| 截角十二面体 | 大二十面化截半二十面體 | 大雙三角十二面截半二十面體 | 大十二面二十面體 |